# Richard Cramer (Schauspieler)
Richard Cramer (* 3. Juli 1889 in Bryan, Ohio; † 9. August 1960 in Los Angeles, Kalifornien) war ein US-amerikanischer Schauspieler.

## Leben
Richard Cramer begann seine Karriere beim Theater, wechselte allerdings mit Beginn des Tonfilmes zur Filmindustrie nach Hollywood. Zwischen 1928 und 1952 spielte Richard Cramer in über 250 Filmen, wobei er häufig Schurken in B-Western oder anderen kleineren Filmproduktionen darstellte. Bei größeren Filmen blieben seine Auftritte dagegen meistens klein und ohne Nennung im Abspann. Wegen seines kräftigen, eher hässlichen Aussehens und seiner rauen Stimme verkörperte er meist Kriminelle, Handlanger und Westmänner. Am nachdrücklichsten blieb er wahrscheinlich durch seine sechs Auftritte an der Seite von Laurel und Hardy in Erinnerung, darunter als gefährlicher Gefängnisausbrecher in Auf hoher See (1940). Er unterstützte auch W. C. Fields in dem Kurzfilm The Fatal Glass of Beer, welcher von Mack Sennett produziert wurde. Er wurde manchmal in Filmvorspännen als Rychard Cramer oder Dick Cramer angekündigt.
Richard Cramer verstarb 1960 im Alter von 71 Jahren an einer Leberzirrhose.

## Filmografie (Auswahl)
- 1928: Sharp Shooters
- 1928: Kid Gloves
- 1928: Pflicht und Liebe (Across to Singapore)
- 1928: Captain of the Guard
- 1929: The Trespasser
- 1930: Ein Mann für sie (Her Man)
- 1931: Feindschaft (The Painted Desert)
- 1931: Ladies’ Man
- 1931: Eine amerikanische Tragödie (An American Tragedy)
- 1931: Vor Blondinen wird gewarnt (Platinum Blonde)
- 1931: Sheriff und Sträfling (The Pocatello Kid)
- 1931: Vollblut (Sporting Blood)
- 1932: Gelächter in der Nacht (Scram!)
- 1932: Die Teufelsbrüder (Pack Up Your Troubles)
- 1932: Rasputin: Der Dämon Rußlands (Rasputin and the Empress)
- 1932: Sutter’s Gold
- 1933: The Fatal Glass of Beer
- 1934: Zwei Herzen auf der Flucht (Fugitive Lovers)
- 1934: Harold Lloyd, der Strohmann (The Cat's Paw)
- 1934: Hollywood Party
- 1936: Dünner Mann, 2. Fall (After the Thin Man)
- 1938: Der Freibeuter von Louisiana (The Buccaneer)
- 1939: In der Fremdenlegion (The Flying Deuces)
- 1939: Herr des wilden Westens (Dodge City)
- 1940: Auf hoher See (Saps At Sea)
- 1940: In Oxford (A Chump at Oxford)
- 1940: Nordwest-Passage (Northwest Passage)
- 1940: Double Trouble
- 1940: Die wunderbare Rettung (Strange Cargo)
- 1941: Mr. X auf Abwegen (Footsteps in the Dark)
- 1941: Der Seewolf (The Sea Wolf)
- 1942: Die Freibeuterin (The Spoilers)
- 1943: Desperados – Aufruhr der Gesetzlosen (The Desperadoes)
- 1945: Straße der Versuchung (Scarlet Street)
- 1947: Fuzzy, Räuber und Banditen (Law of the Lash)
- 1950: Der Baron von Arizona (The Baron of Arizona)
- 1951: Unsichtbare Gegner (Santa Fe)
- 1952: Verkauft und verraten (The Sellout)